# Tullins
Tullins – miejscowość i gmina we Francji, w regionie Owernia-Rodan-Alpy, w departamencie Isère.
Według danych na rok 1990 gminę zamieszkiwało 6269 osób, a gęstość zaludnienia wynosiła 218 osób/km² (wśród 2880 gmin regionu Rodan-Alpy Tullins plasuje się na 134. miejscu pod względem liczby ludności, natomiast pod względem powierzchni na miejscu 245.).
Przez gminę przepływa rzeka Isère. 